# Подія Керрінгтона

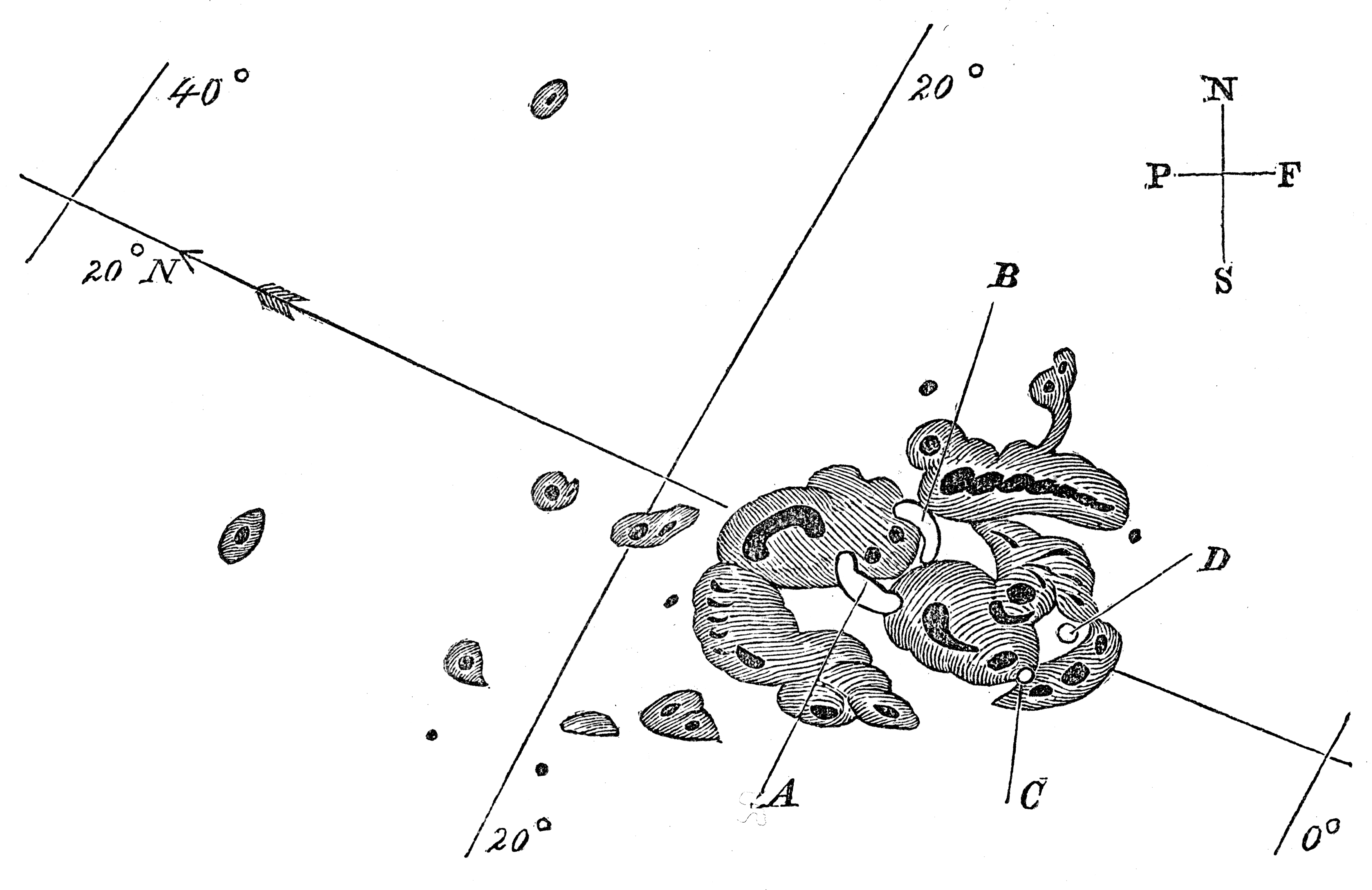
Сонячні плями 1 вересня 1859 р., замальовка Річарда Керрінгтона

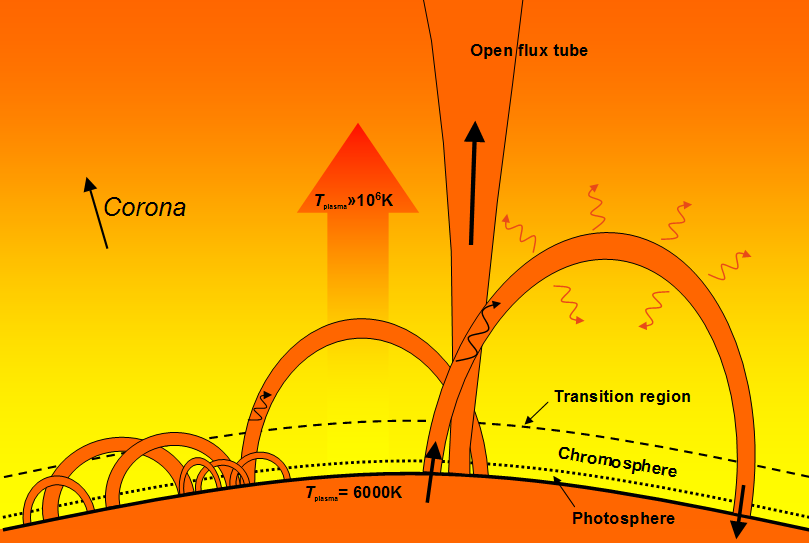

Керрінгтонська подія, або Геомагнітна буря 1859 року або Сонячний супершторм (англ. Solar Superstorm) — найпотужніша за історію спостережень геомагнітна буря.

## Опис події
З 28 серпня по 2 вересня 1859 року на Сонці спостерігалися численні плями і спалахи. Молодий англійський астроном Річард Керрінгтон перший зауважив, що Сонце вкрилося незвично великими плямами. Вони були добре помітні навіть без оптичних приладів. Раптом поверх плям спалахнули дві сліпучі кулі, які швидко росли. Вони були настільки яскравими, що затьмарювали блиск Сонця. Приблизно за п'ять хвилин кулі зникли.
Через 17 годин ніч над Америкою стала днем: було світло від зелених і малинових спалахів сяйва. Здавалося, що міста охоплені вогнем. Заграву над своїми головами спостерігали навіть жителі Куби, Ямайки, Гавайських островів, котрі ніколи раніше нічого подібного не бачили. Магнітометри зашкалило. Телеграф вимкнувся. З апаратів сипалися іскри, жалячи телеграфістів і підпалюючи папір.
Відмова телеграфних систем спостерігалася по всій Європі й Північній Америці. Полярні сяйва спостерігалися по всьому світу, навіть над Карибами; також цікаво, що над Скелястими горами вони були настільки яскравими, що світіння розбудило золотошукачів, які почали готувати сніданок, думаючи, що настав ранок.
Крижані керни свідчать, що події подібної інтенсивності повторюються в середньому приблизно раз на 500 років. Після 1859 року менш сильні бурі відбувалися в 1921 і 1960 роках, коли відзначалися масові збої радіозв'язку.

## Інтернет-ресурси
- A Super Solar Flare [Архівовано 1 серпня 2009 у Wayback Machine.], Trudy E. Bell & Dr. Tony Phillips, May 6, 2008, Science@NASA
- Space storm alert: 90 seconds from catastrophe [Архівовано 22 березня 2009 у Wayback Machine.], New Scientist, March 23, 2009 by Michael Brooks
- The Largest Magnetic Storm on Record [Архівовано 6 листопада 2010 у Wayback Machine.], «Каррінгтонська подія» з 27 серпня до 7 вересня 1859 р.; записано в Обсерваторії К'ю[en], Лондон, (зображення записів магнітометра)
- The Sun Kings: The Unexpected Tragedy of Richard Carrington and the Tale of How Modern Astronomy Began, ISBN 978-0-691-12660-9, Stuart Clark, 2007
- Description of a Singular Appearance seen in the Sun on September 1, 1859 (Звіт Каррінгтона) [Архівовано 20 березня 2017 у Wayback Machine.] (англ.)
- Каррингтонское событие [Архівовано 22 травня 2011 у Wayback Machine.] (рос.)